# Kele
Pour les articles homonymes, voir Kele (homonymie).
Kele est une ville du sud de l'Éthiopie, située dans la région des nations, nationalités et peuples du Sud. Elle est le centre administratif du woreda spécial Amaro.